# Герб Міженця
Герб Міженця — офіційний символ села Міженець, Самбірського району Львівської області, затверджений 25 листопада 2004 року рішенням сесії Міженецької сільської ради.
Автор — А. Гречило.

## Опис
У зеленому полі срібна квітка троянди із золотими листочками та два золоті вістря, на яких по червоній квітці троянди із зеленими листочками.

## Зміст
Два геральдичні вістря утворюють літеру «М», є номінальним символом і вказують на назву поселення. Троянди символізують Міженецький дендрологічний парк. Три квітки також означали три села, що були підпорядковані сільській раді.